# Jan Driessen (basket-ball)
Pour les articles homonymes, voir Driessen.
Jan Driessen est un joueur néerlandais de basket-ball à trois né le 4 décembre 1996 à Noordwijk. Il a remporté avec l'équipe des Pays-Bas la médaille d'or du tournoi masculin aux Jeux olympiques d'été de 2024, organisés à Paris.